# Alcyonidium gelatinosum
Alcyonidium gelatinosum är en mossdjursart som först beskrevs av Carl von Linné den yngre 1761.  Alcyonidium gelatinosum ingår i släktet Alcyonidium och familjen Alcyonidiidae. Arten är reproducerande i Sverige.

## Underarter
Arten delas in i följande underarter:
- A. g. cookae
- A. g. diaphanum
- A. g. anderssoni